# قانون مخلوط‌ها

کران بالا و پایین پیش‌بینی شده به وسیلهٔ قانون مخلوط‌ها برای مدول الاستیک یک ماده کامپوزیتی. مدول الاستیک حقیقی بین دو منحنی واقع می‌شود.

در علم مواد، قانون عمومی مخلوط‌ها، به میانگین وزنی گفته می‌شود که برای پیش‌بینی ویژگی‌های مختلف مواد کامپوزیتی ساخته شده از الیاف پیوسته و تک‌جهت استفاده می‌شود. این قانون به صورت تئوری، برای ویژگی‌هایی مثل مدول الاستیک، دانسیته جرمی، استحکام کششی نهایی، رسانندگی گرمایی و رسانندگی الکتریکی، یک کران بالا و یک کران پایین را تعیین می‌کند. برای تعیین این مقادیر به‌طور کلی دو مدل وجود دارد: یکی برای بارگذاری محوری (مدل Voigt), و دیگری برای بارگذاری عرضی (مدل Reuss).
برای یک ویژگی ماده مثل {\textstyle E} (که اغلب مدول الاستیک است)، قانون مخلوط‌ها بیان می‌کند که اندازهٔ کلی ویژگی در جهت موازی با الیاف، می‌تواند حداکثر برابر مقدار زیر باشد:
{\displaystyle E_{c}=fE_{f}+\left(1-f\right)E_{m}}
که در آن
- {\displaystyle f={\frac {V_{f}}{V_{f}+V_{m}}}} کسر حجمی الیاف است
- {\displaystyle E_{f}} ویژگی مادهٔ الیاف است
- {\displaystyle E_{m}} ویژگی مادهٔ ماتریس است

در مورد مدول الاستیک، این رابطه به عنوان کران بالای مدول شناخته می‌شود و متناظر بارگذاری موازی با الیاف است. عکس قانون مخلوط‌ها بیان می‌کند که در جهت عمود بر الیاف، مدول الاستیک کامپوزیت می‌تواند حداقل برابر با مقدار زیر باشد:
{\displaystyle E_{c}=\left({\frac {f}{E_{f}}}+{\frac {1-f}{E_{m}}}\right)^{-1}}
اگر ویژگی مورد مطالعه مدول الاستیک باشد، این مقدار کران پایین مدول نامیده می‌شود و مربوط به بارگذاری عرضی است.

## محاسبات برای مدول الاستیک

### کران بالای مدول
ماده کامپوزیتی را فرض کنید که تحت تنش تک‌محوری {\displaystyle \sigma _{\infty }}است. اگر ماده بدون تغییر بماند، کرنش الیاف ({\displaystyle \epsilon _{f}}) باید برابر کرنش ماتریس ({\displaystyle \epsilon _{m}}) باشد. قانون هوک برای تنش تک‌محوری عبارتست از: 

| {\displaystyle {\frac {\sigma _{f}}{E_{f}}}=\epsilon _{f}=\epsilon _{m}={\frac {\sigma _{m}}{E_{m}}}} | \| \| \| \| \| \| \| \| | (1) |
| |                         |     |
| |                         |     |
 که در آن، {\displaystyle \sigma _{f}} ، {\displaystyle E_{f}} ، {\displaystyle \sigma _{m}} و {\displaystyle E_{m}} به ترتیب نشان دهندهٔ تنش و مدول الاستیک الیاف و ماتریس هستند. با توجه به این‌که تنش نیرو بر واحد سطح است، تعادل نیرو نتیجه زیر را بیان می‌کند: 

| {\displaystyle \sigma _{\infty }=f\sigma _{f}+\left(1-f\right)\sigma _{m}} | \| \| \| \| \| \| \| \| | (2) |
|                                                                            |                         |     |
|                                                                            |                         |     |
 که در آن، {\displaystyle f} کسر حجمی الیاف در کامپوزیت (و {\displaystyle 1-f} کسر حجمی ماتریس) است.
اگر فرض کنیم که مادهٔ کامپوزیتی رفتار یک مادهٔ الاستیک خطی را داشته باشد، به این معنی که مطابق قانون هوک {\displaystyle \sigma _{\infty }=E_{c}\epsilon _{c}} باشد (برای مدول الاستیک {\displaystyle E_{c}} و تنش {\displaystyle \epsilon _{c}} برخی کامپوزیت‌ها)، آنگاه معادلات 1 و 2 می‌تواند به شکل زیر ترکیب شود:
{\displaystyle E_{c}\epsilon _{c}=fE_{f}\epsilon _{f}+\left(1-f\right)E_{m}\epsilon _{m}}
نهایتاً، از آن‌جا که {\displaystyle \epsilon _{c}=\epsilon _{f}=\epsilon _{m}} ، مدول الاستیک کلی کامپوزیت می‌تواند به روش زیر بیان شود:
{\displaystyle E_{c}=fE_{f}+\left(1-f\right)E_{m}}

### کران پایین مدول
چنانچه ماده کامپوزیتی به صورت عمود بر الیاف بارگذاری شده و فرض کنیم که {\displaystyle \sigma _{\infty }=\sigma _{f}=\sigma _{m}}باشد، کرنش کلی در کامپوزیت بین مواد به گونه‌ای توزیع می‌شود که:
{\displaystyle \epsilon _{c}=f\epsilon _{f}+\left(1-f\right)\epsilon _{m}}
آنگاه مدول کلی در ماده عبارتست از:
{\displaystyle E_{c}={\frac {\sigma _{\infty }}{\epsilon _{c}}}={\frac {\sigma _{f}}{f\epsilon _{f}+\left(1-f\right)\epsilon _{m}}}=\left({\frac {f}{E_{f}}}+{\frac {1-f}{E_{m}}}\right)^{-1}}
از آنجا که {\textstyle \sigma _{f}=E\epsilon _{f}} ، {\textstyle \sigma _{m}=E\epsilon _{m}}.

## سایر ویژگی‌ها
محاسبات مشابه، قانون مخلوط‌ها را برای دیگر ویژگی‌ها به شرح زیر ارائه می‌کند:
- دانسیته جرمی

{\displaystyle \left({\frac {f}{\rho _{f}}}+{\frac {1-f}{\rho _{m}}}\right)^{-1}\leq \rho _{c}\leq f\rho _{f}+\left(1-f\right)\rho _{m}}
- استحکام کششی نهایی

{\displaystyle \left({\frac {f}{\sigma _{UTS,f}}}+{\frac {1-f}{\sigma _{UTS,m}}}\right)^{-1}\leq \sigma _{UTS,c}\leq f\sigma _{UTS,f}+\left(1-f\right)\sigma _{UTS,m}}
- رسانندگی حرارتی

{\displaystyle \left({\frac {f}{k_{f}}}+{\frac {1-f}{k_{m}}}\right)^{-1}\leq k_{c}\leq fk_{f}+\left(1-f\right)k_{m}}
- رسانندگی الکتریکی

{\displaystyle \left({\frac {f}{\sigma _{f}}}+{\frac {1-f}{\sigma _{m}}}\right)^{-1}\leq \sigma _{c}\leq f\sigma _{f}+\left(1-f\right)\sigma _{m}}